# Schmidt-Bleibtreu-Straße 4 (Mönchengladbach)

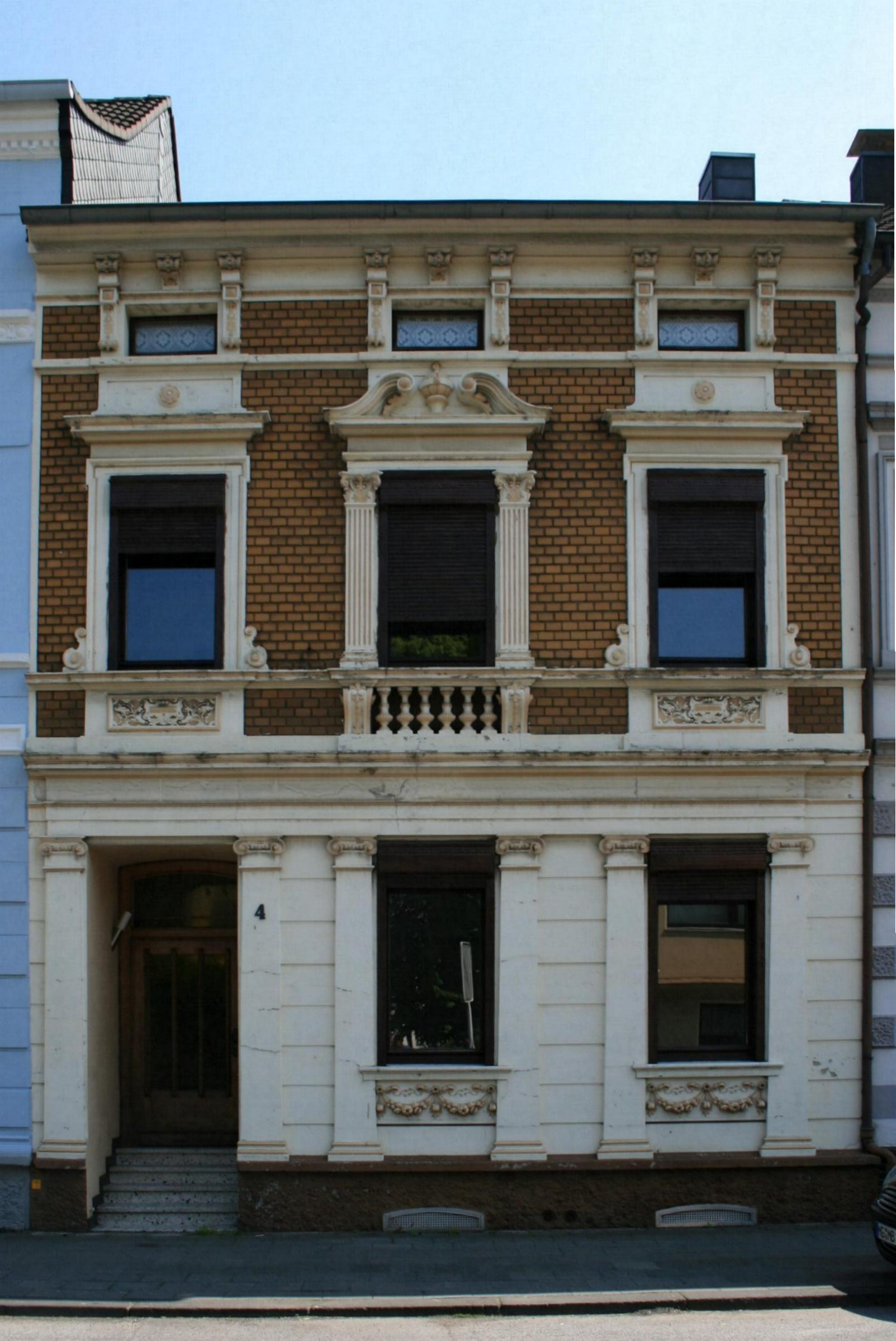
Wohnhaus

Das Wohnhaus Schmidt-Bleibtreu-Straße 4 steht im Stadtteil Odenkirchen in Mönchengladbach (Nordrhein-Westfalen).
Das Gebäude wurde um die Jahrhundertwende erbaut. Es ist unter Nr. Sch 010 am 15. Dezember 1987 in die Denkmalliste der Stadt Mönchengladbach eingetragen worden.

## Architektur
Das Haus zeigt drei  Achsen und stammt aus der Jahrhundertwende. Über einem Dachgesims erstreckt sich ein Satteldach, das ausgebaut ist. Das Objekt ist aus bauhistorischen wie stadtbildnerischen Gründen erhaltenswert.